# Distretto di Serdivan

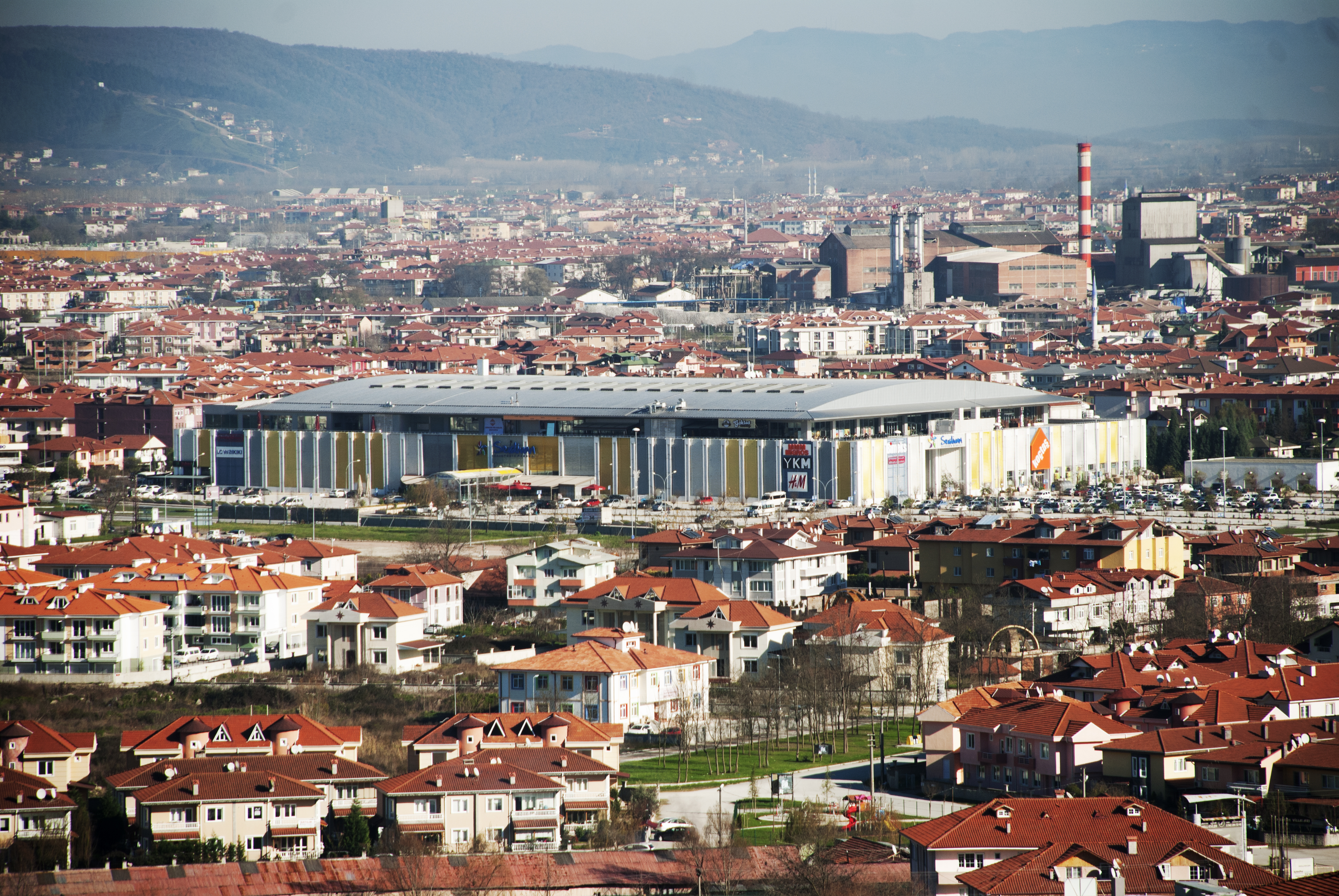
A view of Serdivan

Il distretto di Serdivan (in turco Serdivan ilçesi) è uno dei distretti della provincia di Sakarya, in Turchia. Fa parte del comune metropolitano di Sakarya.